# الاتصالات في اليمن
الاتصالات في اليمن سيئه للغاية

## البنية التحتية
منذ التوحيد في عام 1995، بذلت الجهود لإنشاء شبكة اتصالات وطنية.
تتكون البنية التحتية للنظام المحلي من مرحل راديو ميكروويف، وكابل، وانتثار طبقة التروبوسفير، والنظام العالمي للاتصالات المتنقلة (GSM)، وCDMA. تظل الكثافة الهاتفية للخطوط الثابتة والمتنقلة منخفضة بالمعايير الإقليمية.
تتكون الشبكة الدولية من ثلاث محطات إنتل سات (اثنتان من المحيط الهندي، وواحدة من المحيط الأطلسي)، ومحطة Intersputnik، ومحطتان أرضيتان للقمر الصناعي من عربسات، وجهاز راديو يعمل بالموجات الدقيقة إلى المملكة العربية السعودية وجيبوتي. اليمن هي نقطة هبوط للكابل البحري الدولي وصلة الألياف الضوئية حول الكرة الأرضية (FLAG).
في عام 2005 أعلنت شركة TeleYemen أنها ستستثمر في نظام الكابلات الحلقية عالية السعة من FALCON، والتي ستعمل على تحسين الوصول إلى الإنترنت، بما في ذلك قدرة النطاق العريض، وكذلك توسيع إمكانية الوصول إلى المكالمات الدولية.

## الاذاعة والصحف
يشغّل تلفزيون الجمهورية اليمنية اللذين تديرهما الدولة وراديو الجمهورية اليمنية شبكات التلفزيون والإذاعة في البلاد، على التوالي. هناك نوعان من المحطات التلفزيونية التي تديرها الدولة. محطتان إذاعيتان وطنيتان حكوميتان وخمس محطات محلية.

## استعمال الإنترنت
كان لدى اليمن 2.349 مليون مستخدم للإنترنت في عام 2011، صعودًا من 295232 في عام 2008، و 270 ألفًا في عام 2006. تُعزى هذه الأرقام المنخفضة إلى التكلفة المرتفعة لأجهزة الكمبيوتر والوصلات إلى جانب انخفاض مستوى دخل السكان، فضلاً عن النطاق الترددي المقيد المتاح على شبكة الهاتف القديمة في اليمن. كان هناك 33206 مضيف على الإنترنت في عام 2012.
هناك خمسة مزودي خدمة إنترنت في اليمن.
نطاق المستوى الأعلى لليمن هو .ye.

## المزودون
تيليمن هي المزود الحصري للاتصالات الدولية لليمن - شركات الهاتف المحمول الثابتة واللاسلكية، وتلكس، وخدمات الإنترنت - وهي واحدة من مشغلي الهاتف المحمول. في عام 2003، تولت مؤسسة الاتصالات العامة المملوكة للحكومة السيطرة الكاملة على شركة TeleYemen، وبعد عام منحت عقد إدارة مدته خمس سنوات لشركة France Telecom.
في عام 2001 فازت شركتان خاصتان بتراخيص لمدة 15 عامًا لتقديم خدمات الهاتف المحمول. أدى نمو شبكات الشركات إلى تغطية حوالي 60 في المائة من السكان، لكن التهديدات للأمن الداخلي إلى جانب سجل مدفوعات المستهلك السيئ تظل عقبات أمام النمو المستقبلي. في أغسطس 2005، منحت الحكومة عقدًا لمشروع مشترك بين شركة تشاينا موبايل ومجموعة من المستثمرين اليمنيين للاستحواذ على حصة 55 بالمائة في شبكة الهاتف المحمول الثالثة في اليمن ستحتفظ الحكومة بحصة 25 في المائة. في أغسطس 2006، تم منح نفس المجموعة عقدًا لشبكة رابعة للهاتف المحمول. إن مزودي شبكات الهاتف المحمول الأربعة الموجودين حاليًا في سوق الهاتف المحمول هم إم تي إن اليمن (سبيستل اليمن حتى 2006)، وسبأفون، ويمن موبايل، وواي (واي تيليكوم).
| Rank | Operator      | Technology           | Subscribers (in millions) | Ownership                                   |
| ---- | ------------- | -------------------- | ------------------------- | ------------------------------------------- |
| 1    | YOU Telecom   | جي إس إم             | 7.0 (March 2009)          | YOU Telecom (83%)                           |
| 2    | سبأفون        | جي إس إم             | 3.0 (December 2008)       | Yemen Mobile Phone Company, بتلكو (26.942%) |
| 3    | Yemen Mobile  | سي دي إم أيه 2000    | 6 (2008-2009)             | يمن موبايل                                  |
| 4    | Y-Telecom (Y) | نظام التموضع العالمي | 1 (2008-2009)             | Y-Telecom                                   |

## تاريخ
ظهر التلغراف في اليمن عام 1893 أبان الدولة العثمانية في شمال اليمن ولم يكن يعمل آنذاك إلا بالضوء ولمسافات قصيرة لا تتعدى الكيلومتر وكانت إشارات مورس هي المستخدمة في مكاتب مخصصة بصنعاء وبعض المدن الأخرى. ثم بدأت خدمات الهاتف لتشمل 800 خط هاتفي موزعة على صنعاء، تعز والحديدة في الأعوام 1956–1958.
بالمثل كانت خدمات البرق متدنية في الجزء الجنوبي من اليمن والذي كان تحت الاحتلال البريطاني ووصلت السعة الإجمالية في الستينيات إلى 7855 خط هاتفي خصصت لخدمة الاحتلال ومؤسساته وظهرت هذه الخدمات للعامة بعد استقلال الشطر الجنوبي من اليمن عام 1967 إلا أن إدارتها كانت لا تزال تحت إشراف شركة البرق واللاسلكي البريطانية حتى عام 1978 وتوسعت من عدن إلى الحوطة في لحج، زنجبار في أبين، المكلا، وسيئون.
وفي العام 1978 تم التعاقد مع ثلاث شركات فرنسية لتجهيز 26.500 خط هاتفي متكاملة الخدمة من كهرباء، تكييف، ميكرويف لتعزيز الاتصالات شمال اليمن. وفي أواخر 1980 تم تدشين سنترال شعوب في صنعاء، ثم دشنت خدمة سنترال دولي ومحطة أرضية في سبتمبر 1982 للاتصالات الدولية.
استمر تطور قطاع الاتصالات في اليمن حتى الوحدة بين شطريه عام 1990، وبدأ مد كابل ألياف بصرية بحري بين اليمن وجيبوتي إلا أن حرب 1994 الأهلية تسببت في تأخير عملية الإنجاز بالإضافة إلى الكثير من الخسائر في شتى المجالات ومنها الاتصالات. ثم عاودت الوزارة مشاريعها بعد الحرب وتم الانتهاء من الكابل البحري عام 1996 وكابل ألياف آخر أرضي يربط اليمن بدول الخليج وتضاعفت عقود التوسعة وكانت مجموعة العقود لتوسعة السنترالات قد بلغت 171 ألف رقم خلال عام 1997 فقط.
من ناحية أخرى أدى ظهور الألياف الضوئية في اليمن إلى تطور الشبكة الهاتفية والتعاقد مع شركات جديدة مثل هواوي التي تدعم النظام الأوروبي SDH (نظام التزامن الرقمي) للهاتف الثابت. كما ظهرت شركات الهاتف النقال مثل سبأفون وسبيستل عام 2001 ويمن موبايل عام 2004، وشركة واي (هت يونيتل) عام 2006 بالإضافة إلى خدمات النقل الإذاعي والتلفزيوني الدولي كما تم توسيع شبكة تيليمن لتقديم خدمات دولية متطورة حيث بلغت السعة الكلية لمنظومة الاتصالات الدولية حتى عام 2004 إلى 3812 قناة هاتفية موزعة على الأنظمة التالية: الأقمار الصناعية 1414 قناة - كابل بحري 655 قناة - ألياف ضوئية 1743 قناة.

### تطوير الاتصالات الريفية
ظلت خدمات الاتصالات الهاتفية الريفية محدودة وفي نطاق ضيق إلى فترة قريبة لعدة أسباب أبرزها العوائق الجبلية وعدم توفر الكهرباء في الكثير من القرى، إضافة إلى ارتفاع كلفة إيصال الخدمة. وقد استخدمت المؤسسة العامة للاتصالات السلكية واللاسلكية في البداية أنظمة اتصالات ريفية تماثلية واعتمدت على تغذية هذه الأنظمة بالطاقة الشمسية. كما أدخلت المؤسسة أنظمة كبائن الألياف الضوئية وأنظمة الهاتف اللاسلكي الثابت. وتشهد الاتصالات الريفية حالياً توسعات كبيرة، حيث يتركز العمل في توسيع خدمات الاتصالات وإيصالها لأكبر عدد ممكن من التجمعات السكانية في المناطق الريفية من خلال مشروع توسعة بسعة مليون خط وإدخال أنظمة اتصالات لاسلكية حديثة ومتنوعة للمساعدة على تغطية معظم المناطق بكلفة منخفضة وبيسر وسرعة كبيرة.

### مشاريع الربط بالكابلات الضوئية
تم تشغيل مشروع الربط الإقليمي عبر التراسل الرقمي لربط اليمن بالمملكة العربية السعودية وعبرها إلى بقية بلدان الخليج العربي والأردن بتكلفة 630 مليون ريال، واستكمال ربط بقية المحافظات بكابلات الألياف الضوئية بإجمالي مسافة 2.455 كم. وساهم اليمن مع إدارات الاتصالات في العديد من بلدان العالم في تمويل مشروع الكابل البحري المسمى (سي- مي- دي2) الذي يمتد من سنغافورة في جنوب شرق آسيا مروراً بمنطقة الشرق الأوسط حتى مرسيليا في فرنسا. كما ساهم مع جيبوتي في تمويل الكابل البحري الفرعي «عدن-جيبوتي» والذي يشكل حلقة الوصل لربط اليمن بالكابل البحري (سي - مي- دي2) عبر محطة توزيع المسارات في جيبوتي. وتكمن أهمية هذا الكابل في كونه يمثل منفذاً رديفاً لحركة الاتصالات الدولية من اليمن وإليها. وبلغت السعة المخصصة لليمن في هذا الكابل 345 قناة هاتفية. وقد وقعت المؤسسة العامة للاتصالات عقداً مع مؤسسة «عربسات» لاستثمار نصف قناة قمرية في القمر العربي لأغراض الاتصالات المحلية وربط عدد من المناطق النائية عبر نظام " V- Sat" وأول من مد كابل الالياف في اليمن محمد أحمد إبراهيم الخضمي في عام 1992م من عدن إلى أبين جعار وإلى البريقة وإلى صبر لحج ومن حرض عبس إلى الحديدة ثم إلى باجل ثم إلى تعز ثم إلى صبر لحج وكذلك من صنعاء إلى ذمار وكذلك من عتق إلى ونصاب وكذلك من تعز إلى التربة وكذلك من العدين إلى الجراحي مع توصيل الكثير من أبراج يمن موبايل وكذلك مع مد الكابلات الرئيسية والفرعية في المناطق التالية عدن والحديدة وتعز عتق نصاب وذمار وإب وبعض الكبائن في صنعاء

### الهاتف النقال
يتوفر في اليمن أكثر من نظام للاتصالات عبر الشبكة المحلية لخدمات الهاتف النقال هي يمن موبايل الحكومية، وثلاث شركات للهاتف النقال بنظام (جي أس أم) وهي واي، ام تي ان، سبأفون التي انطلقت لأول مرة في فبراير عام 2001، وتتابعت حتى عام 2007. وتغطي خدمات هذه الشركات في الوقت الحاضر معظم مناطق البلاد، بالإضافة إلى خدمة الهاتف النقال عبر الأقمار الاصطناعية. وقد ارتفع عدد المشتركين لدى شركات (جي أس أم) من 120 ألف في العام الأول إلى قرابة 400 ألف مشترك في العام التالي، وليصل حاليا إلى أكثر من مليون مشترك. ويتوقع أن تسهم يمن موبايل التي تعمل بنظام (سي دي إم ايه) في مضاعفة أعداد المشتركين ضمن المنافسة في القطاعات الخدمية.

### الحكومة الإلكترونية
تبنت الحكومة مشروع البرنامج الوطني لتقنية المعلومات (الحكومة الإلكترونية)، وجرى الترتيب للخطوات الأولية لإعداد الخطة الشاملة للبرنامج لتتم على ضوئها عملية التنفيذ. كما تم تصميم موقع عام للحكومة الإلكترونية على الإنترنت بما في ذلك المحافظات، يندرج في إطاره حالياً 31 موقعاً للوزارات والجهات الحكومية و 20 موقعاً للمحافظات. وقد افتتح في عام 2002 المرحلة الأولى من مدينة تكنولوجيا الاتصالات والمعلومات بصنعاء، ويجري العمل حالياً في تنفيذ المرحلة الثانية. وتعد هذه المدينة من المكونات الرئيسية لمشروع البرنامج الوطني لتقنية المعلومات «الحكومة الإلكترونية» التي سيتم الانتقال إليها على مدى أربع مراحل تنتهي في عام 2012، وفقأ لخطة المشروع فيما يتعلق بتوسيع استخدام تكنولوجيا الاتصالات والمعلومات، وبما يسهم في تحسين الإنتاج وخلق الموارد الاقتصادية وتوفير فرص العمل وتطوير الإجراءات الإدارية والبحث العلمي والتعليم بمختلف فروعه ومستوياته.
وتسعى وزارة الاتصالات وتقنية المعلومات من خلال المرحلة الثانية إلى استكمال مشروعات ومكونات المدينة، ومن أبرزها مركز المعايير والمقاييس، مركز صناعة وتجميع أجهزة الحاسوب الآلي، مركز تركيب وصيانة شبكات الاتصالات والمعلومات، إلى جانب الخدمات الإلكترونية التي تتضمن خدمات معلوماتية وترفيهية وتعليمية وخدمات السفر والسياحة والرد على الاستفسارات سواء للجمهور أو للشركات والمؤسسات بصورة مباشرة. كما تتضمن هذه المرحلة مشروع مدينة تكنولوجيا الاتصالات والمعلومات وإنشاء جامعة افتراضية للتعليم عن بعد إضافة إلى مشروع المركز الوطني للاستشعار عن بعد.

## البوابة اليمنية للإنترنت
تمثل البوابة اليمنية للإنترنت مشروعاً لتزويد خدمات الإنترنت وربط جميع مزودي الخدمة في اليمن بشبكة المعلومات العالمية. وتسمح هذه البوابة في مرحلتها الأولى بربط 51 مزود خدمة من القطاع الخاص على أساس تنافسي بسرعات تصل إلى 2 ميجابت وقنوات ربط دولية سعة 42 ميجابت. وقد تم تدشين خدمة الإنترنت في اليمن عام 1996 من قبل مزود وحيد، وبلغ عدد المشتركين حتى الآن نحو 35 ألف مشترك، وعدد الجهات المرتبطة بخدمة القنوات المؤجرة لأغراض الإنترنت أكثر من 40 جهة. كما وصل عدد المواقع المرتبطة بشبكة تراسل المعطيات أكثر من 60 موقعاً لعدد من الجهات مع فروعها، إضافة إلى بعض المراكز التابعة للمؤسسة العامة للاتصالات السلكية واللاسلكية والهيئة العامة للبريد. وبلغت الجهات المستضافة في البوابة اليمنية للإنترنت 55 جهة وبسعة 550 ميجابت في منتصف عام 2003. أما مقاهي الإنترنت، فيقدر عددها في عموم المحافظات بحوالي 1.200 مقهى حتى منتصف 2003، منها 400 مقهى في أمانة العاصمة.

## مشروع تعميم استخدام الحاسوب
يهدف مشروع رئيس الجمهورية لتعميم الحاسوب الآلي والذي بدأت مرحلته الأولى من خلال توفير الحاسوب للموظفين وفئات الشباب والطلاب وبأسعار معقولة وعلى أقساط شهرية. وقد تم تحديد ثلاث مراحل لهذا المشروع بإجمالي 100 ألف جهاز للمساهمة في ردم الفجوة الرقمية واللحاق بالركب الحضاري لمجتمع المعلوماتية والمعرفة.

## الشركات العاملة

### القطاع العام
- المؤسسة العامة للاتصالات وتقنية المعلومات: تزويد خدمات الهاتف الثابت والثابت اللاسلكي، الاتصالات الريفية، أنظمة التراسل التماثلي والرقمي كمحطات الميكرويف، المحطة الأرضية، ويصل عدد مشتركي الهاتف الثابت 920,000 [4] تقريبا بعد دمار بعض السنترالات الفرعية في فيضانات حضرموت عام 2008.
- يمن نت لخدمات البرمجيات والإنترنت: استضافة المواقع، خدمات الطلب الهاتفي Dialup, الـISDN, خط المشترك الرقمي ADSL, تراسل البيانات وغيرها.
- المعهد العام للاتصالات: كان الهدف الرئيسي من إنشاء المعهد العام للاتصالات هو تعزيز الكوادر العاملة ضمن الوزارة وتأهيلها في مجالات العمل بشكل خاص ومجالات تثقيفية أخرى بشكل عام. لكن القفزة التي حققتها الوزارة منذ الوحدة بين شطري اليمن عام 1990 جعلت منها مقصدا للشركات العالمية بحيث أصبح المعهد العام ملتقى دولي ومركزا للتعليم العالي لكافة المواطنين مثل أكاديمية ميكروسوفت، أكاديمية سيسكو، أكاديمية أوراكل، أكاديمية ازري.
- مدينة العلوم والتكنولوجيا: لايبدو على هذا الفرع نشاطا واضحا ربما لكونه حديث الافتتاح. ومع ذلك فهي المسؤولة عن المجلة الشهرية الشهيرة (مجلة تكنولوجيا الإتصالات) وخدمات البرمجيات.
- الهيئة العامة للتوفير البريدي: أثبتت هذه الهيئة كفاءتها أيضا في السنوات الأخيرة بفضل تكامل الخدمات الوزارية من شبكات، اتصالات، وخدمات أخرى حيث تعتبر منافسا قويا في مجال خدمات تسديد الفواتير بأنواعها، تحويل المبالغ وبعض الرواتب الحكومية.
- مركز الاستشعار عن بعد: قسم حديث سيتم افتتاحة من قبل الوزارة لتزويد الشركات بخدمات المسح الجوي، خرائط الطرقات، وخدمة التتبع عبر الـ GPS.

### القطاع الخاص
- سبأفون للهاتف النقال بنظام GSM: منحت هذه الشركة ترخيصا من وزارة الاتصالات اليمنية وتعمل بتردد، كما تم تخصيص كود الشبكة 421-01 لها وتبدأ أرقام جوالاتها بـ71 ويبلغ عدد مشتركيها حوالي 600,000 مشترك.[4]
- إم تي إن MTN (سبيستل سابقا) للهاتف النقال بنظام GSM: منحت هذه الشركة ترخيصا من وزارة الاتصالات اليمنية وتعمل بتردد، كما تم تخصيص كود الشبكة 421-02 لها وتبدأ أرقام جوالاتها بـ73 ، ويبلغ عدد مشتركيها حوالي 1,100,000 مشترك.
- واي للاتصالات النقال بنظام GSM: منحت هذه الشركة مؤخرا ترخيصا من وزارة الاتصالات اليمنية وتعمل بتردد، كما تم تخصيص كود الشبكة 421-04 لها وتبدأ أرقام جوالاتها بـ70 وقد وصل عدد المشتركين فيها حوالي 180,000 مشترك.[4]

### القطاع المختلط
- تيليمن للاتصالات الدولية وخدمات الإنترنت: من أوائل شركات الأتصالات في اليمن والشرق الأوسط، تعتبر المسؤولة عن الأتصالات الدولية والتي تعتمد الرمز الدولي 967 لليمن. كانت تمتلك الوزارة أقل من النصف من تيليمن بينما امتلكت شركة بريطانية النصف الأكبر أما في الوقت الحاضر فقد أصبحت ملكيتها كلية لوزارة الاتصالات اليمنية ولكن تديرها شركة اتصالات فرنسية.
- يمن موبايل للهاتف النقال بنظام CDMA2000: تعتبر الشركة الوحيدة المشغلة لنظام CDMA2000/1x في اليمن وعلى الرغم من بداياتها بدراسات، إنشاء ودعم كامل من وزارة الاتصالات إلا أنه تمت خصخصتها فيما بعد. تبدأ أرقام يمن موبايل بـ77 ورمزها الشبكي 421-03 ويصل عدد المشتركين حسب إحصائيات 2008 أكثر من 1,700,000 مشترك. خدمة الاتصالات في المن رائعة.